# Distrito de Murtal
El Distrito de Murtal es parte de Estiria, en Austria. La capital del distrito es Judenburg. Se formó en 2012 al fusionarse los distritos de Judenburg y de Knittelfeld. Murtal es el segundo distrito en superficie de Estiria y en relación con sus habitantes, es el octavo.
Limita al norte con el distrito de Liezen, al este con el distrito de Leoben, al sur con el distrito de Graz-Umgebung y el distrito de Voitsberg, al oeste con el distrito de Murau.

## Localidades con población (año2018
- Fohnsdorf 7693
- Gaal 1376
- Hohentauern 408
- Judenburg 9960
- Knittelfeld 12 626
- Kobenz 1864
- Lobmingtal 1852
- Obdach 3810
- Pöls-Oberkurzheim 2969
- Pölstal 2670
- Pusterwald 450
- Sankt Georgen ob Judenburg 850
- Sankt Marein-Feistritz 2010
- Sankt Margarethen bei Knittelfeld 2750
- Sankt Peter ob Judenburg 1108
- Seckau 1281
- Spielberg 5383
- Unzmarkt-Frauenburg 1346
- Weißkirchen in Steiermark 4853
- Zeltweg 7212

## Subdivisiones
El distrito se encuentra dividido en 38 municipios, entre estos hay 4 ciudades y 7 ciudades-mercado.
| Municipio                         | Mapa | Superficie (en km²) | Subdivisiones                                                                                  |
| --------------------------------- | ---- | ------------------- | ---------------------------------------------------------------------------------------------- |
| Amering                           |      | 48.73               | Obdachegg, Prethal                                                                             |
| Apfelberg                         |      | 9.33                |                                                                                                |
| Bretstein                         |      | 91.44               |                                                                                                |
| Eppenstein                        |      | 57.59               | Mühldorf, Schoberegg, Schwarzenbach                                                            |
| Feistritz bei Knittelfeld         |      | 9.89                | Feistritz                                                                                      |
| Flatschach                        |      | 7.42                |                                                                                                |
| Fohnsdorf                         |      | 54.7                |                                                                                                |
| Gaal                              |      | 197.47              | Graden, Ingering II, Puchschachen                                                              |
| Großlobming                       |      | 7.37                |                                                                                                |
| Hohentauern                       |      | 92.64               |                                                                                                |
| Judenburg                         |      | 13.22               | Tiefenbach, Waltersdorf                                                                        |
| Kleinlobming                      |      | 47.02               | Mitterlobming                                                                                  |
| Knittelfeld                       |      | 4.52                |                                                                                                |
| Kobenz                            |      | 17.64               | Farrach, Raßnitz                                                                               |
| Maria Buch-Feistritz              |      | 28.5                | Allersdorf, Feistritz, Fisching, Maria Buch                                                    |
| Obdach                            |      | 42.8                | Granitzen                                                                                      |
| Oberkurzheim                      |      | 29.16               | Unterzeiring                                                                                   |
| Oberweg                           |      | 34.33               | Ossach                                                                                         |
| Oberzeiring                       |      | 38.32               |                                                                                                |
| Pöls                              |      | 33.37               | Allerheiligen, Enzersdorf, Thalheim                                                            |
| Pusterwald                        |      | 105.29              |                                                                                                |
| Rachau                            |      | 104.94              | Glein, Mitterbach, Rachau I, Rachau II                                                         |
| Reifling                          |      | 16.22               |                                                                                                |
| Reisstraße                        |      | 62.27               | Kothgraben                                                                                     |
| Sankt Anna am Lavantegg           |      | 47.14               | Lavantegg                                                                                      |
| Sankt Georgen ob Judenburg        |      | 44.33               | Pichlhofen, St. Georgen, Scheiben, Wöll                                                        |
| Sankt Johann am Tauern            |      | 84.51               | St. Johann Schattseite, St. Johann Sonnseite                                                   |
| Sankt Lorenzen bei Knittelfeld    |      | 35.91               | Pichl, Preg, St. Lorenzen                                                                      |
| Sankt Marein bei Knittelfeld      |      | 60.72               | Fressenberg, Greith, Prankh, St. Marein, Wasserleith                                           |
| Sankt Margarethen bei Knittelfeld |      | 7.38                | St. Margarethen                                                                                |
| Sankt Oswald-Möderbrugg           |      | 56.04               | Möderbrugg, St. Oswald                                                                         |
| Sankt Peter ob Judenburg          |      | 50.28               | Feistritzgraben, Möschitzgraben, Rothenthurm, St. Peter                                        |
| Sankt Wolfgang-Kienberg           |      | 20.44               | Kienberg                                                                                       |
| Seckau                            |      | 46.24               | Dürnberg, Neuhofen                                                                             |
| Spielberg bei Knittelfeld         |      | 22.28               | Einhörn, Ingering I, Laing, Lind, Maßweg, Pausendorf, Sachendorf, Schönberg, Spielberg, Weyern |
| Unzmarkt-Frauenburg               |      | 36.45               | Frauenburg, Unzmarkt                                                                           |
| Weißkirchen in Steiermark         |      | 1.27                | Weißkirchen                                                                                    |
| Zeltweg                           |      | 8.7                 | Farrach                                                                                        |